# نیایش‌سرایی

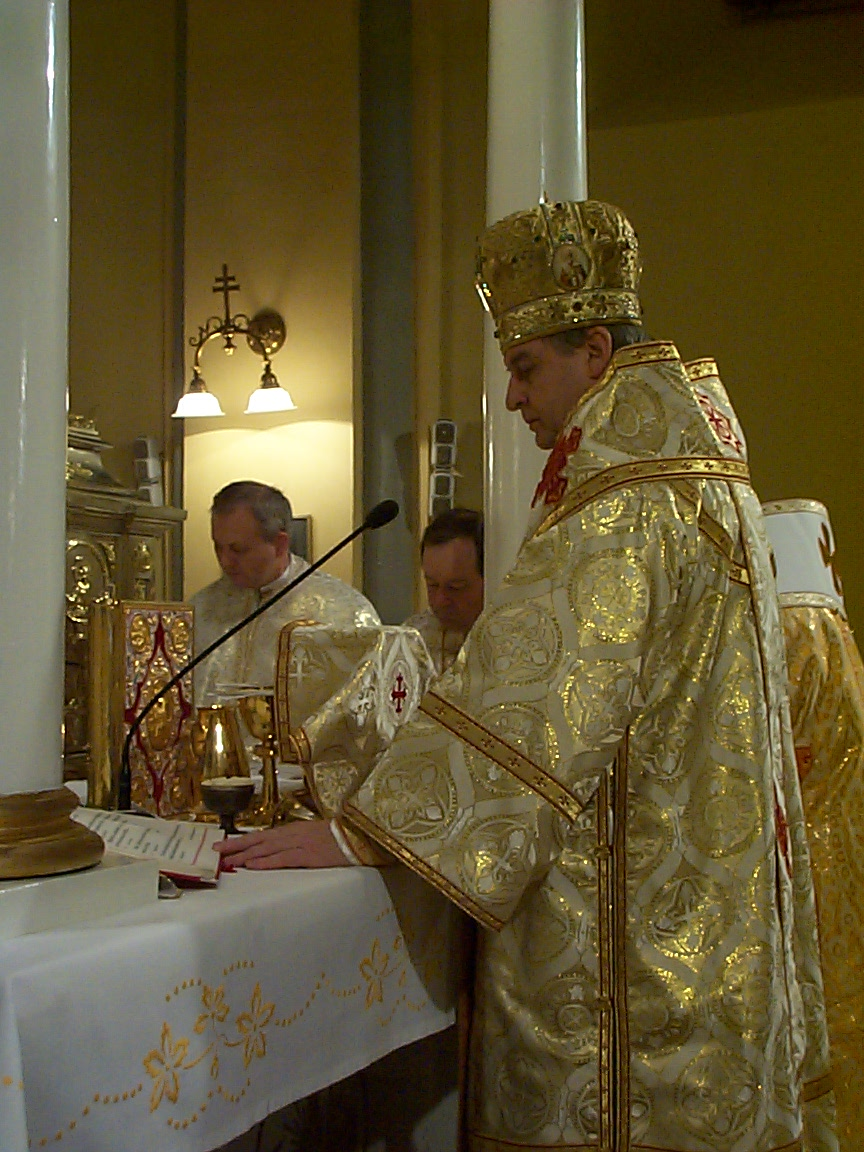
یک اسقف در حال اجرای نیایش قدسی در یک کلیسای کاتولیک یونانی در شهر پرشوف، اسلواکی شرقی.

نیایش‌سرایی اصطلاحی است که برای مناجات همگانی سنتی کلیساها و دیگر مکان‌ها به‌کار می‌رود.
این اصطلاح بیشتر به آیین‌های ویژهٔ مسیحی هم‌چون آیین نیایش قدسی در کلیسای ارتودکس شرقی و آیین عشای ربانی در کلیسای کاتولیک اشاره دارد. نیایش‌سرایی‌های اسلامی و یهودی را معمولاً عبادت و مناجات می‌نامند که هر دین برای نیایش‌ها انواع گوناگونی دارد برای نمونه دعای کمیل در کیش شیعه.
عمل نیایش‌سرایی یک عمل جمعی است که از سوی باورمندان به خدا به منظور ستایش «آفریدگار»، ارج گذاشتن به دهش‌هایی که انسان دریافت کرده و التماس و توبه به‌کار می‌رود.
رسم و رسوم هر نوع از نیایش‌سرایی ممکن است به فراخور مورد نیایش تغییراتی داشته‌باشد. برای نمونه نیایش‌سرایی زاده شدن کودک، گذر نوجوان از سنی معین، ازدواج و مرگ هر یک ممکن است آیین‌های ویژه خود را داشته‌باشد. روش پوشیدن جامه، آماده کردن خوراک، چهره‌پردازی نیایشگران و دیگر اعمال بهداشتی هر یک جزئی از فعالیت‌های نیایشی است. بسیاری از نیایش‌ها از وردهای تکرارشونده تشکیل شده‌اند.
بسته به قدمت اجرای آیین‌های نیایش‌سرایی در هر کلیسا، کلیساها معمولاً به دو دسته نیایشی و غیر نیایشی تقسیم می‌شود.